# 布布诺沃农村居民点
布布诺沃农村居民点（俄语：Бубновское сельское поселение）是俄罗斯联邦别尔哥罗德州科罗恰区所属的一个农村居民点。其下辖有3个居民点，行政中心为布布诺沃。据2016年统计，该农村居民点的人口为913人。